# Kleť
De Kleť (vroeger ook Plánská hora; Duits: Schöninger) is met 1.083 m de hoogste berg van het Blanský les (Blansker Wald) in Tsjechië. De berg ligt circa 8 km ten noorden van de stad Český Krumlov.
Al in 1822 werd op de top ten behoeve van het toerisme een uitkijktoren gebouwd. Een berghut staat er sinds 1925. In 1957 kwam er op de top een 116 meter hoge zendmast. In 1967 werd er een zendtoren voor de Tsjechische televisie gebouwd van 175 m hoogte. Sinds 1961 is er op de Kleť ook een sterrenwacht.
In het noordoosten ligt de gemeente Holubov waar het dorp Krasetín-Podluží toe behoort. Van hieruit gaat er gedurende het gehele jaar een stoeltjeslift van 1.783 m lengte naar het hoogste punt. Rond de top zijn wandelingen mogelijk en wordt ook geklommen op de Klet'. Delen van de berg werden in 1956 bestemd tot natuurreservaat.